# Бовсевичи
Бо́всевичи (бел. Боўсевічы) — деревня в Тетеринском сельсовете Круглянского района Могилёвской области.

## Географическое положение
Деревня расположена у речки Осливка. Ближайшая деревня — Смогиловка на другом берегу речки. Ближайший крупный населённый пункт — Шепелевичи, расположен в 5,5 км к северу. Расстояние до центра сельсовета составляет 20,5 км на северо-восток, до города Круглое — 32 км на северо-восток.
Рельеф равнинно-холмистый.
Деревня состоит из протяжённой дугообразной улицы широтной ориентации, застроенной традиционными деревянными домами усадебного типа, и двух коротких улиц.

## История
В 1858 году деревня со 154 ревизскими душами являлась помещичьим владением. В 1880 году — 60 дворов. Часть жителей занимались портняжным промыслом. В деревне был хлебозапасный магазин (открыт не позднее 1882 года).
По переписи 1897 года — деревня Тетеринской волости Могилёвского уезда Могилёвской губернии, 78 дворов, имелись школа грамоты и церковь. В 1909 году — 80 дворов.
В 1924 году открылась изба-читальня, действовал пункт ликвидации безграмотности среди взрослых. На базе дореволюционной школы грамоты открылась школа 1-й ступени (в конце 1920-х преобразована в семилетнюю).
По переписи 1926 года — 129 дворов. С 20 августа 1924 года деревня в составе Белыничского района, с 12 февраля 1935 года — в составе Круглянского района, с 20 февраля 1938 года — во вновь образованной Могилёвской области. В 1930 году образован колхоз.
Во время Великой Отечественной войны деревня была оккупирована немецкими войсками с июля 1941 по конец июня 1944 года.
В 1959—66 годах вновь в Белыничском районе. В 1986 году — 110 хозяйств, бригада совхоза «Шепелевичи», магазин, восьмилетняя школа, библиотека. До 21 декабря 2011 года деревня входила в состав Шепелевичского сельсовета.